# Ратниченко Владислав Вікторович
Владислав Вікторович Ратниченко (22 жовтня 2002, м. Горлівка, Донецька область, Україна — 11 серпня 2022, Україна) — український військовослужбовець, солдат Збройних сил України, учасник російсько-української війни. Почесний громадянин міста Тернополя (2022, посмертно).

## Життєпис
Народився 22 жовтня 2002 року у місті Горлівці, що на Донеччині.
2014 року переїхав на Шумщину, а згодом у м. Ланівці (Тернопільська область).
Навчався у Коропецькому обласному ліцеї-інтернаті з посиленою військово-фізичною підготовкою. Був студентом юридичного факультету Західноукраїнського національного університету.
З перших днів російського вторгнення в Україну 2022 року брав участь в обороні Києва, Харкова, Сум, Донецької та Луганської областей. Служив старшим навідником відділення гранатометного взводу механізованого батальйону однієї з військових частин. Загинув 11 серпня 2022 року внаслідок травм, отриманих під час мінометного обстрілу.
Похований у Тернополі.

## Нагороди
- почесний громадянин міста Тернополя (22 серпня 2022, посмертно)
- Нагороджено орденом «За мужність» III ступеня Указом Президента України (01 травня 2023, посмертно)[1][2].

## Військові звання
- солдат.